# Hubert van Eyck

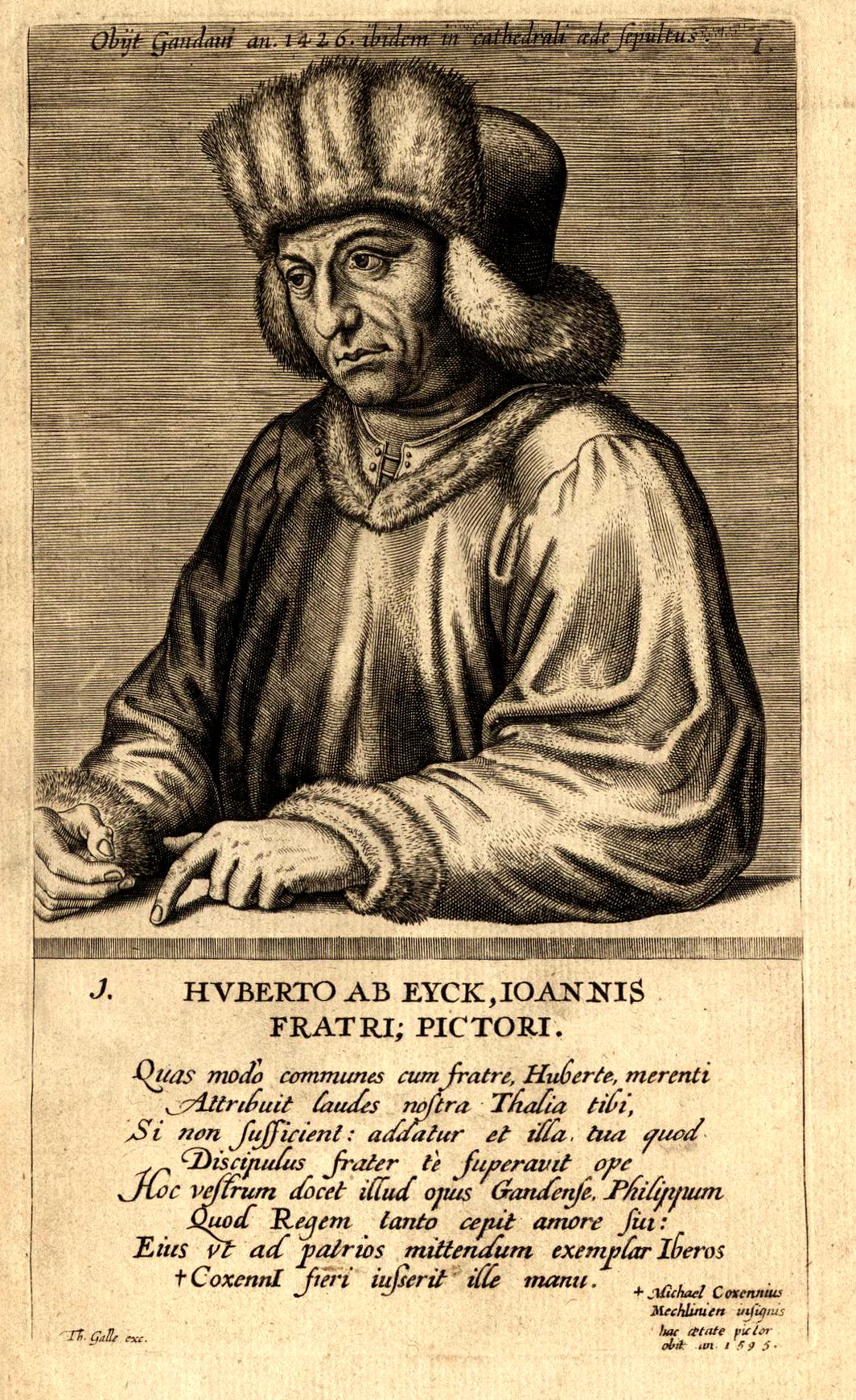
Hubert van Eyck in einer Illustration von Edme de Boulonois (1682). Das Bild zeigt seitenverkehrt eine Figur aus dem Genter Altar, die angeblich Hubert darstellt.

Hubert (Huybrecht) van Eyck (* um 1370; † 18. September 1426) war ein flämischer Maler. Die Annahme, dass es sich bei Hubert van Eyck um den Bruder Jan van Eycks handelt, lässt sich nach neuesten Forschungserkenntnissen nicht mehr aufrechterhalten.

## Leben und Werk
Über das Leben von Hubert ist sehr wenig bekannt; sicher weiß man nur, dass er sich 1421/22 in Gent in die religiöse „Genossenschaft der Maria mit den Strahlen“ einschreiben ließ.
Zu großem Ruhm kam Hubert van Eyck durch die Inschrift auf dem Rahmen des Genter Altares. Sie lautet:
PICTOR HUBERTUS EEYCK. MAIOR QUO NEMO REPERTUS
INCEPIT. PONDUS. QUE JOHANNES ARTE SECUNDUS
(FRATER) PERFECIT. JUDOCI VIJD PRECE FRETUS
VERSV SEXTA MAI. VOS COLLOCAT ACTA TVERI
„Der Maler Hubert van Eyck, einen größeren gab es nicht, hat dies Werk begonnen und sein Bruder Johann, der zweite in dieser Kunst, hat im Auftrag von Judocus Vijd die schwere Aufgabe vollendet. Durch diese Verse vertraut er Eurer Obhut das an, was am 6. Mai entstand.“
In der letzten Zeile ist ein aus roten Buchstaben bestehendes Chronogramm versteckt, welches das Jahresdatum 1432 ergibt. Die Inschrift ist allerdings, wie eine Röntgenuntersuchung im Jahr 1950 zeigte, wahrscheinlich erst nachträglich aufgebracht worden. Untersuchungen im Verlauf der seit 2012 andauernden, neuerlichen Restaurierung des Altars haben demgegenüber ergeben, dass die Inschrift entgegen früherer Annahmen direkt auf die Erstfassung der Rahmen geschrieben worden ist, also womöglich doch original sein könnte. Die Kunsthistoriker haben aufgrund dieser Inschrift lange versucht, im Genter Altar den Anteil „Huberts“ von dem Jans zu trennen. Dem Kult um Hubert rückte Van Asperen de Boer im Jahr 1979 mit der Infrarotreflektographie zu Leibe. Unverkennbar zeigt die Unterzeichnung des Altars nur eine Handschrift, nämlich die Jan van Eycks.
Volker Herzner konnte 1995 in seiner Studie zum Genter Altar nachweisen, dass Hubert völlig verarmt starb, kein einziges Werk von ihm erhalten und die Verwandtschaft mit Jan mehr als fragwürdig ist.

## Historischer Hintergrund
Nils Büttner sieht die Motive für die Hinzufügung der Inschrift im Genter Lokalpatriotismus des 16. Jahrhunderts. Denn Jan van Eyck kam aus Brügge, war also kein Genter, während der zufällig namensgleiche Hubert als Genter Maler belegt war. Gent und Brügge standen seit jeher in Konkurrenz. Es war bei humanistischen Gelehrten beliebt, die eigene Heimatstadt mit einem „Städtelob“ zu feiern. Dabei ging es natürlich nicht an, dass das berühmteste Kunstwerk der Stadt von einem Auswärtigen geschaffen worden war. Weil Hubert van Eycks Name in Gent überliefert war, wurde er kurzerhand zum Bruder Jan van Eycks gemacht und dem auswärtigen Jan vorangestellt. Der konkrete Anlass war – immer nach Büttners Hypothese – die Versammlung des Ordens vom Goldenen Vlies in der Genter St.-Bavo-Kathedrale im Jahr 1559, zu der die Kirche ausgeschmückt wurde. Damals wurde in der Kapelle, in der der Genter Altar stand, ein Gedicht angebracht, das Hubert van Eyck als Meister des Altars rühmt.